# Bonito (Mato Grosso do Sul)
Bonito is een gemeente in de Braziliaanse deelstaat Mato Grosso do Sul. De gemeente telt 17.856 inwoners (schatting 2009).
Bonito is een toegangspoort tot het Nationaal park Serra da Bodoquena.